# Saint-Germain-sous-Cailly
Saint-Germain-sous-Cailly är en kommun i departementet Seine-Maritime i regionen Normandie i norra Frankrike. Kommunen ligger i kantonen Clères som tillhör arrondissementet Rouen. År 2022 hade Saint-Germain-sous-Cailly 310 invånare.

## Befolkningsutveckling
Antalet invånare i kommunen Saint-Germain-sous-Cailly
| Referens: INSEE |